# Pedro Lucas Funes
Pedro Lucas Funes (Provincia de Santa Fe, Provincias Unidas del Río de la Plata, 18 de octubre de 1820 - Buenos Aires, 29 de agosto de 1890) fue un abogado y político argentino, que presidió el Ministerio de Justicia e Instrucción Pública durante la presidencia de Justo José de Urquiza.

## Vida familiar
Pedro Lucas Funes nació en 1820 en la provincia de Santa Fe. Era el segundo hijo del matrimonio entre José Roque Funes y Josefa Allende; tuvo una hermana mayor, Eugenia, y dos hermanos menores, Ignacio y Lucía Cipriana.
Contrajo matrimonio con Rosa Echagüe, hija de Pascual Echagüe, exgobernador de las provincias de Entre Ríos y Santa Fe, y hermana de Leonidas Echagüe, quien sería gobernador de Entre Ríos; con ella tuvo cuatro hijos: Manuela, Lucía, Rafael María y Pedro Lucas Funes.

## Trayectoria política
En septiembre de 1858, el presidente de la Confederación Argentina, Justo José de Urquiza, designó a Funes para ocupar el cargo de ministro de Justicia e Instrucción Pública, sucediendo a Juan del Campillo. Finalizó su mandato al concluir el período presidencial, el 5 de marzo de 1860. Además, entre el 2 y el 18 de abril de 1859, Funes ocupó interinamente el cargo de ministro de Relaciones Exteriores y Culto, reemplazando a Luis José de la Peña; fue sucedido por Santiago Derqui, también en forma interina.
Durante los años siguientes se dedicó a la docencia, y fundó varias escuelas primarias en Santa Fe. En 1868, al fundarse la Facultad de Jurisprudencia y la Academia de Práctica Forense, que emitían títulos habilitantes de abogado, fue nombrado profesor de las mismas.
Al estallar la Rebelión jordanista en Entre Ríos, el gobernador Ricardo López Jordán nombró ministros de su gobierno a Funes y a Juan Antonio Mantero, cargo que ocupó solamente algunos meses.
Fue Ministro General de Gobierno de Santa Fe durante la gobernación de Simón de Iriondo, quien gobernó la provincia entre 1871 y 1874; desde su cargo, Funes firmó junto a Iriondo el decreto que reconocía a la actual ciudad de Santo Tomé como pueblo, el 12 de septiembre de 1872. Renunció a su cargo el 24 de enero de 1874.
Era propietario de una estancia de 5000 hectáreas, en las cercanías de la Colonia Marcos Juárez, en la provincia de Córdoba. En las cercanías de la ciudad de Santa Fe fue un pionero y propulsor de la apicultura.